# 戸倉事件
戸倉事件（とぐらじけん）とは、1919年（大正8年）2月に長野県埴科郡戸倉村の戸倉小学校（現在の千曲市立戸倉小学校）で発生した自由教育（白樺派教育）への弾圧事件。別名は「戸倉小学校事件」。

## 概要
当時、戸倉小学校では白樺派教育を支持する若手教員が、従来の慣習を否定して、清新の教育を進めてきたが、そのことが村民に不安を与え、またキリスト教や社会主義と結びつけて警戒する声が高まった。
1918年11月、戸倉小学校で新しい児童図書を購入した際に正規の手続きを取らずに廃棄予定の図書を払い下げたことが村役場で問題視された。加えて翌年の正月の書初めで大正の元号ではなく西暦で年を書かせたことや、ウィリアム・ブレイクの言葉「感謝して受けるものには豊かな実りがある」が、キリスト教の聖書の言葉と誤解され、村民から反感を買った。こうした動きに反発する教員と村役場・村会・村民が激しく衝突、2月の長野県会では県会議員の山本聖峰が戸倉小学校の「不徳」教員排除を求め、自身が主筆を務める長野新聞でも論陣を張った。
これを受けて長野県知事の赤星典太は郡視学を派遣し調査を開始し、2月19日に同校の中心的存在であった赤羽王郎ら2名を退職、1名を休職処分とした。村民は納得せず、全員の追放を求める村会決議が出されるが、最終的に中谷勲を転任させ、他の5名を譴責処分とすることで事態を収拾させた。
なお、中谷の転任先であった南安曇郡倭村の倭小学校（現在の松本市立梓川小学校）において同様の事件（倭事件）で再度の処分を受けている。